# 施特伯巴赫河
52°27′54″N 13°57′52″E / 52.46500°N 13.96444°E

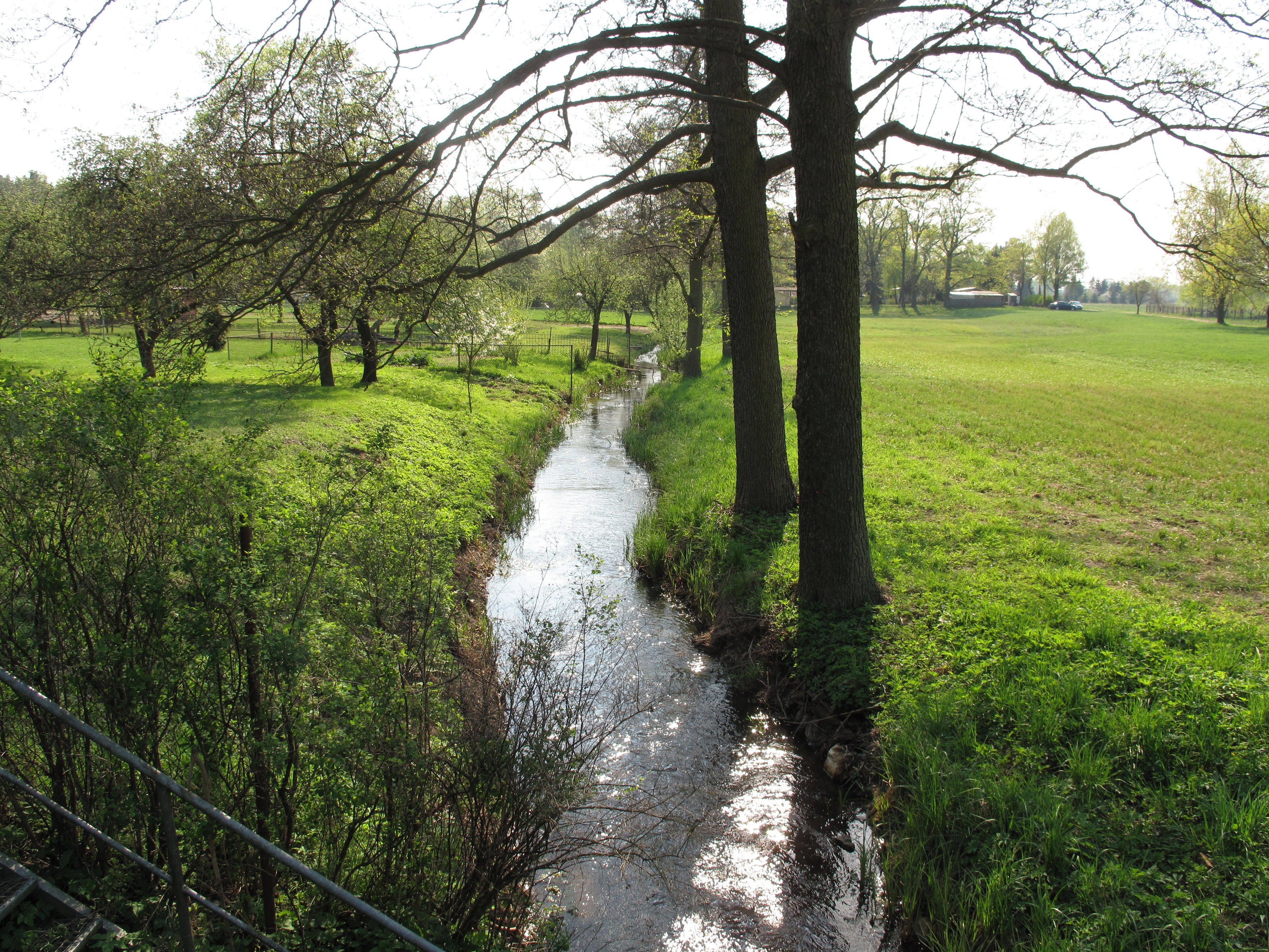
施特伯巴赫河

施特伯巴赫河（德語：Stöbberbach），是德國的河流，位於該國東北部，由勃蘭登堡州負責管轄，屬於勒克尼茨河的支流，河道全長9.9公里，發源自首都柏林以東。